# Labi-Hauz

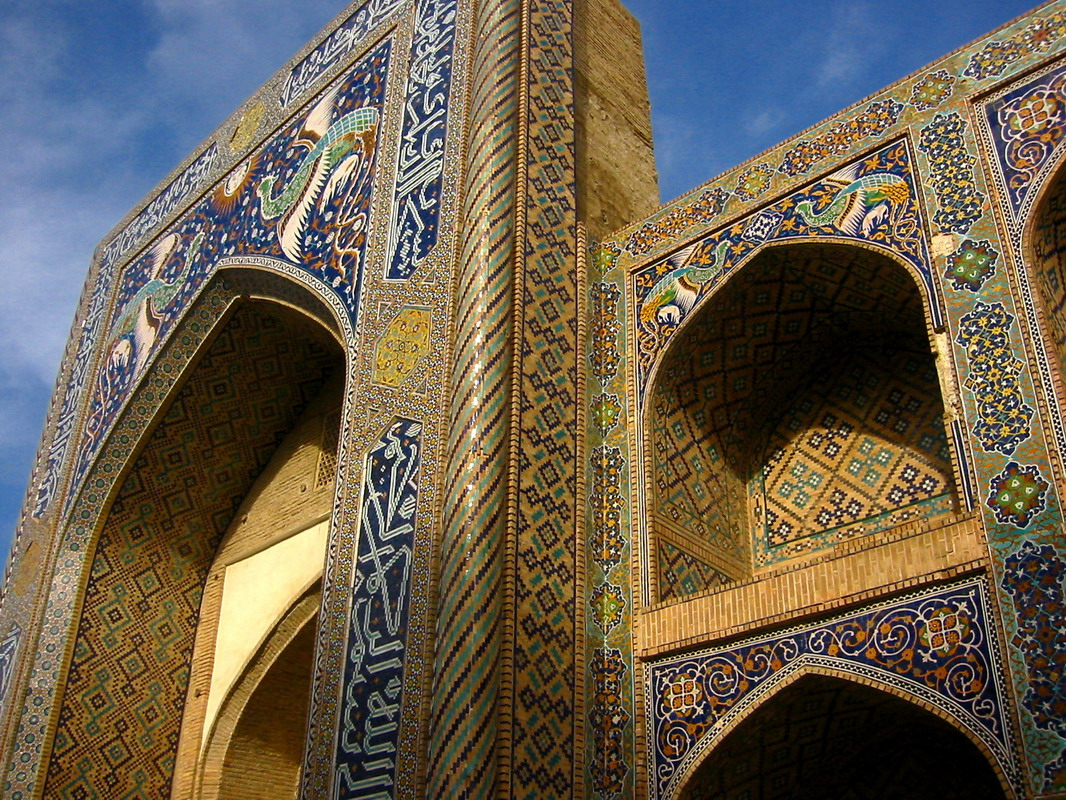
Nadir Divanbegi

Labi-Hauz är ett litet torg byggt runt en damm i Buchara i Uzbekistan. På dess östra sida finns en staty av Hoja Nasruddin. Där ligger även madrasan Nadir Divanbegi.